# Transit of Venus
| Оценки критиков   | Оценки критиков |
| Источник          | Оценка          |
| ----------------- | --------------- |
| Allmusic          | [ 1 ]           |
| Artistdirect      | [ 2 ]           |
| Inspirer Magazine | (8/10)          |
| Loudwire          | [ 4 ]           |

Transit of Venus — четвёртый студийный альбом канадской рок-группы Three Days Grace, записанный в жанре пост-гранж/альтернативный рок. Диск поступил в продажу 2 октября 2012 года, через три года после выхода их третьего альбома Life Starts Now. Являлась последней работой группы с фронтменом Three Days Grace Адамом Гонтье, покинувшим группу в 2013 году, до момента его возвращения в группу 3 октября 2024 года.

## Об альбоме
Название альбома было приурочено к прохождению Венеры через Солнце 5 июня. В тот же день была выложена обложка альбома.
5 октября вышел видеоклип к песне Chalk Outline. Песня Give in to Me является кавером на песню Майкла Джексона.

## Стиль, отзывы критиков
Грегори Хини с сайта Allmusic.com оценил альбом положительно. По его словам, на этом диске группа продемонстрировала наиболее совершенное звучание, экспериментальное и в то же время не настолько радикально новое, чтобы поклонники коллектива отвернулись от него. Критик особенно похвалил удачное сочетание синтезаторных и гитарных партий в песнях Chalk Outline и The High Road.
Transit of Venus дебютировал под номером 5 на Billboard 200.

## Список композиций
Все песни написаны и сочинены участниками Three Days Grace, кроме отмеченных.
| №   | Название                  | Длительность |
| --- | ------------------------- | ------------ |
| 1.  | «Sign of the Times»       | 3:11         |
| 2.  | «Chalk Outline»           | 3:01         |
| 3.  | «The High Road»           | 3:13         |
| 4.  | «Operate»                 | 3:22         |
| 5.  | «Anonymous»               | 3:13         |
| 6.  | «Misery Loves My Company» | 2:42         |
| 7.  | «Give In to Me*»          | 3:19         |
| 8.  | «Happiness»               | 2:53         |
| 9.  | «Give Me a Reason»        | 4:03         |
| 10. | «Time That Remains»       | 3:12         |
| 11. | «Expectations»            | 2:42         |
| 12. | «Broken Glass»            | 3:21         |
| 13. | «Unbreakable Heart»       | 3:26         |

* — Michael Jackson cover

## Участники записи
- Адам Гонтье (англ. Adam Gontier) — вокал, ритм-гитара
- Барри Сток (англ. Barry Stock) — гитара
- Брэд Уолст (англ. Brad Walst) — бас-гитара, бэк-вокал
- Нил Сандерсон (англ. Neil Sanderson) — бэк-вокал, барабаны, клавишные